# 트라퀴 산장

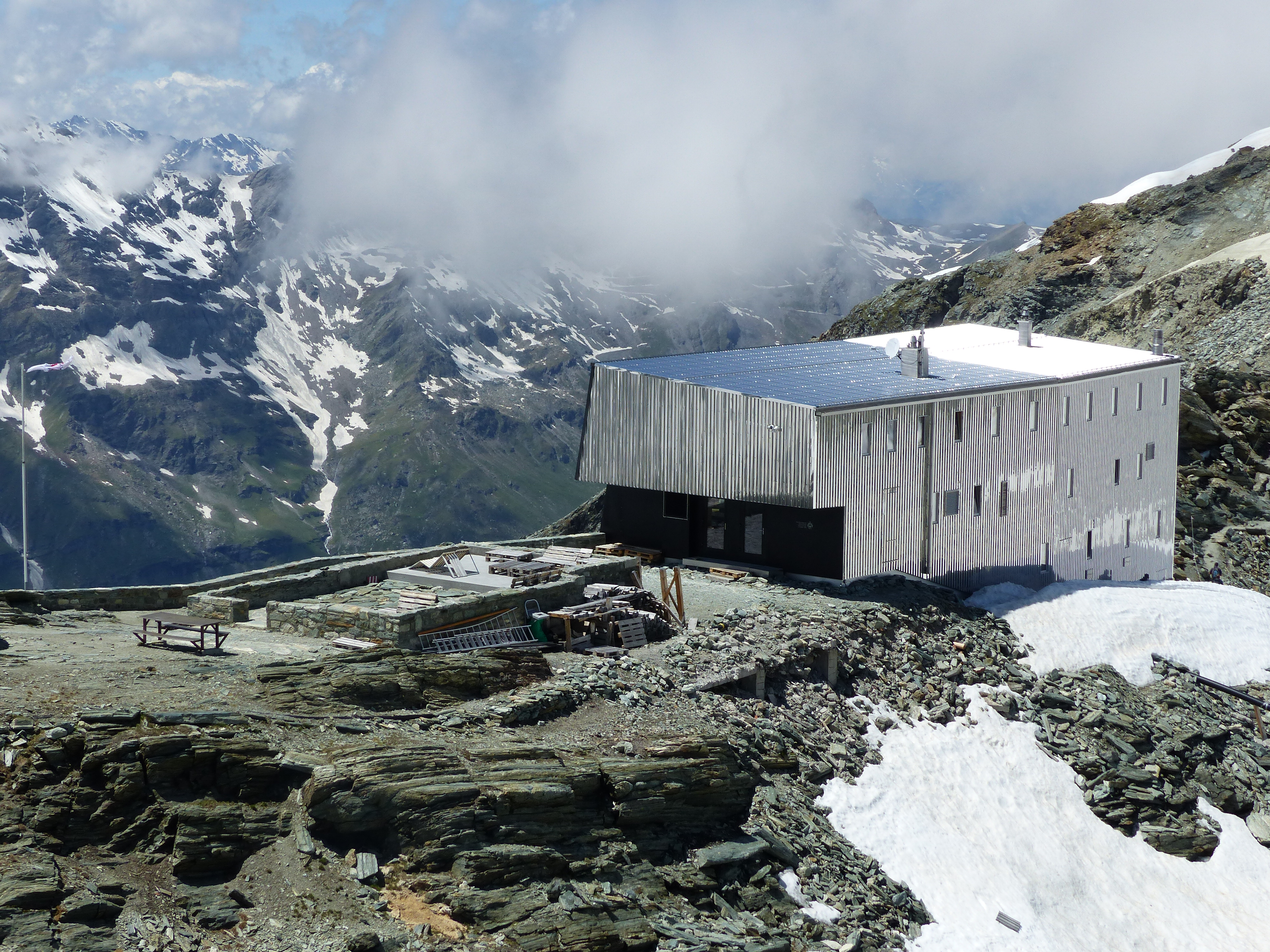
트라퀴 산장

트라퀴 산장(프랑스어: Cabane de Tracuit)은 스위스 알파인 클럽의 산장으로 발레주의 지날 위에 위치해 있다. 오두막은 페나인 알프스의 레디아블롱(Les Diablons)과 떼트 드 밀롱(Tête de Milon) 사이의 트라퀴 고개에서 해발 3,256미터의 고도에 있다.
트라퀴 산장은 비스호른, 바이스호른 및 레디아블롱 등반의 출발점이다. 산등성이에 있는 오두막은 서쪽 경사면에서 등산로를 따라 등산객이 접근할 수 있다. 투어트만 빙하는 동쪽에 있다.